# Arnona
Arnona (hebr. ארנונה) – osiedle mieszkaniowe w Jerozolimie w Izraelu, znajdujące się na terenie Zachodniej Jerozolimy.

## Położenie
Osiedle Arnona jest jednym z najwyżej położonych miejsc w Jerozolimie. Zajmuje wzgórze o wysokości 800 metrów n.p.m. położone w południowej części miasta. Na południu znajduje się kibuc Ramat Rachel, na zachodzie i północy osiedle Talpijjot, a na wschodzie osiedle Wschodni Talpijjot.

## Historia
Osiedle zostało założone w 1931 na gruntach zakupionych przez spółkę HaEzra Keren, według planów stworzonych przez architekta Richarda Kaufmanna. Osiedlali się tutaj żydowscy imigranci. Wraz z osiedlami Talpijjot i Mekor Chajjim tworzyły żydowską enklawę w południowej części miasta, oddzieloną od centrum miasta przez arabskie osiedla Ge’ulim i Komemijjut.
Na początku wojny o niepodległość w maju 1948, atak sił arabskich i jordańskich zmusił Izraelczyków do wycofania się z osiedla. Dopiero kontratak połączonych sił Hagany i Palmach odzyskał okolicę. Po wojnie na wschód od Arnona przebiegała granica strefy zdemilitaryzowanej oddzielająca Izrael od Transjordanii. Podczas wojny sześciodniowej w 1967 całą okolicę zajęły wojska izraelskie.